# Castillo de Santia
El castillo de Santia o Santias es un castillo medieval situado en el municipio zaragozano de Erla y que se encuentra en grave riesgo de desaparición.

## Historia
Los restos que se aprecian se pueden datar en el siglo XIV aunque este castillo ya aparece citado en documentos en 1092 y 1110.

## Descripción
El castillo está situado en una pequeña elevación que existe en la gran llanura que se extiende al sudoeste de Erla.
La fortaleza está compuesta por un recinto amurallado de poca altura de forma trapezoidal, cuyo lado mayor mide veinte metros, con una puerta adovelada. En un uno de los ángulos del recinto existe una torre de cinco metros por siete metros de planta, que sólo conservaba tres muros exteriores, hasta que recientemente una fuerte tormenta ha derribado dos de ellos y sólo queda uno en pie en frágil equilibrio. Esta torre tenía tres plantas con arcos, de los que el de la portada es apuntado.
Se encuentra en un estado de conservación lamentable lo que hace que esté incluido en la Lista roja de patrimonio en peligro (España) aunque conservando algunos muros de considerable volumen formando un conjunto de importancia relevante.